# 犬を連れた奥さん
『犬を連れた奥さん』（いぬをつれたおくさん、原題ロシア語: Дама с собачкой）は、1899年にアントン・チェーホフが発表した短編小説。雑誌「Русская мысль」（ロシア思想）1899年12月号に発表された。
チェーホフは1899年から1904年まで、クリミヤ半島にある保養地ヤルタに住んだ。そこでこのヤルタを舞台としてこの小説が書かれた。

## 概要
ヤルタで休暇をすごすロシアの銀行員と若く美しい人妻との禁断の恋を描いた物語である。(1) ヤルタでの2人の邂逅の描写、(2) ヤルタにおける不倫関係の成就とその後、(3) グーロフのモスクワへの帰郷とアンナの住む町への訪問、(4) アンナのモスクワへの訪問、と4つの部分から構成されている。 ウラジーミル・ナボコフは、これまでに書かれた短編小説の中でも最も素晴らしい物の1つであると明言した。またマクシム・ゴーリキーは若い頃この作品を読み、「リアリズムに最後の止めを刺す作品」と賞賛した。
主人公のグーロフは女遊びに長けた既婚男性、アンナも人妻と、当世風に言えばダブル不倫で、始まりも保養地のアバンチュールという設定だが、読後に少しもいやらしさが残らないのがこの作品の大きな特徴である。チェーホフの円熟した筆致によるグーロフの心理描写の深さ、地の文に通奏低音のように流れる絶望を超えた希望、夜のヤルタ郊外の威厳ある風景描写などは、この種の素材を扱った物語さえも、より深く人生を省察するプリズムへと昇華させている。

### 日本との関連
- ヤルタのアンナの部屋に「日本人の店で買った」香水の匂いがこもっている。
- 2人の再会の場所がシドニー・ジョーンズ作曲のオペラ『芸者』（The Geisha）の初日。

## あらすじ
ヤルタに滞在して2週間になるドミトリー・ドミトリッチ・グーロフは、ここでの生活にも慣れてきて、御多分に漏れずこの保養地の新顔に好奇心が向き始めたところだった。そこへ、白いスピッツ犬を連れた新顔の美しい婦人が現れたとの噂が立ち、グーロフは興味を覚える。彼女が夫と一緒でなければ、近づきになるチャンスだと考えたのである。グーロフは彼女を度々見かけるようになる。
グーロフはまだ40前だったが、12歳の娘が1人と中学生の息子が2人いた。彼が大学2年の時に結婚させられた妻は、自らを進歩的インテリと考える鼻につく婦人で、今やグーロフの1倍半も老けて見える。彼は細君を敬遠し、しばしば浮気をしていたが、女性からも不思議ともてた。
ある日のこと、公園のレストランで偶然件の婦人が隣に座った。女に老練なグーロフは、その物腰から一目で、彼女が良家の出身であること、人妻であること、ヤルタに一人で滞在していることなどを見抜く。犬を口実に2人は口をきき始め、この日は互いの自己紹介を交えた無難な会話にとどまった。彼女の夫は後から来る予定だという。
が、最初は話をするだけの関係であったものが、1週間後の祭りの日の夜、ついに2人は彼女の部屋で結ばれ、以降2人は毎日のように落ち合うこととなる。一緒に食事をし、海辺を散歩し、野外でも熱いキスを交わし、夜には馬車で郊外に出かける。彼はアンナの美しさに惹かれ、耐え難いほどの情熱に憑かれて女から一歩も離れようとしなかったが、夫が現れれば、自分がヤルタを去れば、この恋もこの季節限りで終わるのだと覚悟はしていた。アンナは「自分の夫は、善人には違いないが、ただの召使根性の持ち主。自分は幸せでない」と告白する一方、グーロフに向かい、あなたは私を軽蔑している、下劣な女としか見ていない、と責める。彼女の擦れていない様子をいじらしく思いつつも、二回り近く年上のグーロフには彼女の罪人のような嘆きが今一つ解せない。
やがて彼女の夫から手紙が届く。彼は眼病にかかってヤルタへ行けなくなり、アンナに帰ってきてほしいという内容であった。アンナは汽車でS市へと帰京することになり、駅まで送りに来たグーロフに「あなたを忘れないわ。でも、もう二度とお会いすることはありませんわね。だって、私たちは、最初から出会ってはいけない間柄だったんですもの。お幸せに」と言い残し去っていった。グーロフもアンナが去って後、様々な想い出を噛みしめながら、もう時分どきだ、とモスクワの自宅へと戻る。
モスクワではすっかり冬支度が整っていた。モスクワっ子のグーロフはその生活流儀にすぐ戻れたが、アンナの面影だけは去らない。これまでの情事の女は、別れて１ヵ月もすれば思い出の彼方に霧に包まれたように消えてゆき。後は時折微笑んで夢の中に現れるだけとなるのが常であった。が、アンナは違っていた。まるで別れたのがつい昨日のことであるかのように、想い出は烈しく、生々しく燃え上がった。そしてある日、この美しい記憶を誰とも分かち合えないモスクワの日常が、グーロフには急に何もかも耐えられない、うんざりしたものに見えてしまう。もはやアンナへの思いを止めることはできず、12月の休暇が来ると、妻にはペテルブルクへ行くと偽って、グーロフはS市へと向かった。
アンナの邸宅は、S市の田舎じみたホテルからさほど遠くない所にあった。彼女の夫は地元では裕福な名士だそうだが、釘の植わった屋敷の塀も長い。グーロフは彼女の邸宅前をうろつき、例の犬が老女と散歩に出かける場面を目撃したり、アンナの弾いていると思しきピアノの音を耳にするが、どうすることも出来ない。が、停車場のポスターで見た、オペラ「Geisha」(芸者)の初演のことを思い出し、アンナも来るのではないかと予想し劇場に赴く。
予想通り、アンナは夫と共に劇場に来た。幕間に夫がタバコを吸いに外に出た際、グーロフは彼女の席へ向かう。アンナは驚愕し暫し沈黙するが、やがて次幕が始まる間際に出口へと足早に歩きだし、グーロフも後を追う。なかなか人が居ない場所が見つからず、でたらめに廊下や階段を昇り降りしてのち、ようやくたどり着いた立見席入口前の薄暗い階段の途中で、グーロフは人目もはばからずアンナを抱擁しキスの雨を降らせる。グーロフはアンナを忘れられなかったと告げるが、アンナも実はあれから今までグーロフを忘れることができなかったという。アンナは「私がモスクワへ行きます」と告げ、階段を降りて行った。
これ以降2人の逢引は再開する。アンナは、2～3ヶ月に一度、夫には大学の婦人科の教授に診てもらうと告げてモスクワを訪れ、グーロフと高級ホテルで密会する。グーロフはこれまで様々な女と付き合っては別れたが、愛したことは一度もなかった。そして遍歴の中の女たちも、彼女たちの空想が生み出した男を愛していただけで、グーロフその人を愛していたのではない、と彼は今気づく。彼は、この齢になって、生まれて初めて愛したのである。グーロフとアンナ、愛し合う2人が、泥棒のように世間から隠れないで会える日、離れ離れに暮らさなくてよい日は、いつか来るのかも知れない。が、その遠い道のりは、ようやく始まったばかりなのだった。